# August Fischer (Geistlicher)
August Ludwig Gottlieb Fischer (* 22. Juni 1825 in Ludwigsburg; † 18. Dezember 1887 in San Cosme, Mexiko) war ein aus Deutschland stammender römisch-katholischer Geistlicher und schließlich einer der engsten Vertrauten und Berater von Kaiser Maximilian I. von Mexiko.

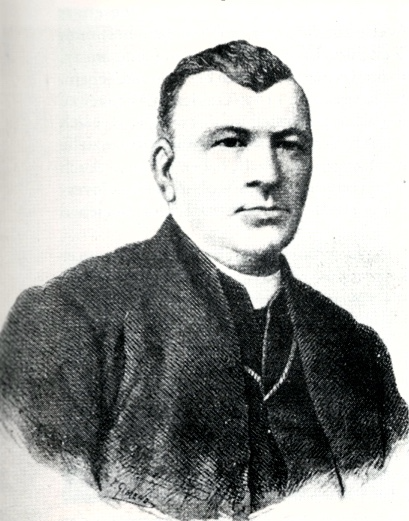
Porträt von August Fischer

## Kindheit und Jugend
August Fischer wurde als Sohn von Karl Fischer und Friederike Fischer geb. Maurer geboren. Der Vater betrieb in Ludwigsburg eine Metzgerei. Fischer war ein begabtes Kind, galt jedoch als schwer erziehbar. 1837 schickten ihn seine Eltern in die Kinderrettungsanstalt Lichtenstern bei Löwenstein in der Nähe von Heilbronn, aus der er jedoch noch im selben Jahr wegen seines schlechten Verhaltens entlassen wurde. Bis zu seiner Konfirmation 1839 lebte er in seinem Elternhaus, anschließend gaben ihn seine Eltern zu einem Schmied in die Lehre.

### Flucht nach Amerika
1840 verletzte Fischer im Zuge einer Auseinandersetzung einen Mitarbeiter der Schmiedewerkstatt lebensgefährlich mit einer Eisenstange. Als der Vater davon erfuhr, brachte er ihn noch in derselben Nacht mit einer Pferdekutsche über den Schwarzwald und die französische Grenze nach Straßburg und entzog ihn damit einer gerichtlichen Verfolgung und der drohenden Strafe. In Straßburg traf Fischer auf eine Schwester seiner Mutter, die mit ihren Kindern im Begriff war nach Amerika auszuwandern. August schloss sich ihnen an. Doch bei der Überfahrt havarierte das Schiff in Küstennähe, zahlreiche Reisende ertranken, darunter seine Tante und die Kinder.

## Anfänge in Amerika

### Kanzleischreiber und Goldrausch
Fischer arbeitete in Amerika zunächst als Metzgergehilfe, da er diese Tätigkeit aus dem Betrieb seines Vaters kannte. Anschließend ging er mit Viehtreibern und Kolonisten auf Reisen und war nach 1845 in San Antonio, Texas als Kanzleischreiber tätig. Dort blieb er drei Jahre, bis er 1848 zur Goldsuche nach Sacramento zog. Ob er diesbezüglich erfolgreich war, ist nicht überliefert, später arbeitete er in San Francisco wieder als Kanzleischreiber.

### Ausbildung zum Geistlichen
In dieser Zeit wurden jesuitische Missionare auf ihn aufmerksam, die unter spanischer Herrschaft an der Besiedelung Kaliforniens beteiligt waren und dort etliche Missionswerke betrieben. Fischer nahm den katholischen Glauben an und wurde zum Geistlichen ausgebildet. Ob er auch dem Jesuitenorden beitrat ist nicht sicher belegbar; einerseits ist sein Name nicht in den Mitgliederverzeichnissen der Jesuiten im Vatikan verzeichnet, andererseits hatte er bei seinem Besuch in der Heimat 1864 gemäß den Statuten des Jesuitenordens auf sein Erbe verzichtet. Trotz seines geistlichen Amtes lebte er einige Jahre mit einer Frau zusammen, mit der er zwei Kinder hatte. Nach wenigen Jahren verließ er Frau und Kinder und zog nach Mexiko.

### Anfänge in Mexiko
1852 empfing Fischer in Victoria de Durango durch Bischof José Antonio Laureano López de Zbiria y Escalante die Priesterweihe. Als Kurator des Sakramentshauses der Kathedrale Nuestra Señora blieb Pater Fischer am Bischofssitz und gewann das Vertrauen des Bischofs, der ihn zu seinem Sekretär ernannte. Der Bischof entließ ihn, als er ein Liebesverhältnis zwischen Fischer und einer Dienerin entdeckte. Gemeinsam mit der jungen Frau verließ Fischer Victoria De Durango, doch auch sie blieb nicht lange an seiner Seite.

### Reformkrieg
Während des Reformkriegs zwischen 1857 und 1861 in Mexiko kämpften konservativ-katholische Kräfte gegen die Liberalen unter Führung des späteren Präsidenten Benito Juárez.
Fischer gewann als Pfarrer in Parras Anschluss an illustre konservative Kreise. Zu seinem Umfeld zählten u. a. der Großgrundbesitzer Don Carlos Sanchéz Navarro, die Generäle Leonardo Márquez und Miguel Miramón sowie politisch ambitionierte Geistliche wie Pater Francesco Javier Miranda.
Die liberale Seite unter Benito Juárez gewann im Januar 1861 den Reformkrieg und führende Köpfe der Konservativen gingen nach Europa ins Exil.

### Gesandter der konservativen Partei im Vatikan
Nach der militärischen Intervention der Gläubiger Mexikos 1862 und der gewonnenen Schlacht bei Puebla durch Napoleon III., waren die Konservativen an der ersten Regierung nach der Intervention beteiligt. Fischer avancierte in die vordersten Reihen der konservativen Partei. Im Dezember 1862 wurde er nach Rom entsandt, um dort im Sinne der neuen Machthaber bei der Ernennung eines neuen Bischofs für die Diözese Durango Einfluss zu nehmen. Gleichzeitig sollte er den Vatikan um Unterstützung gegen das französische Oberkommando ersuchen und sich für die Rückerstattung der unter Juárez enteigneten Kirchengüter einsetzen. Im März 1864 kam Fischer nach Rom, blieb dort für zwei Tage und verhandelte mit Papst Pius IX. über ein Konkordat zwischen Meiko und dem Vatikan.

## Berater von Kaiser Maximilian I. von Mexiko

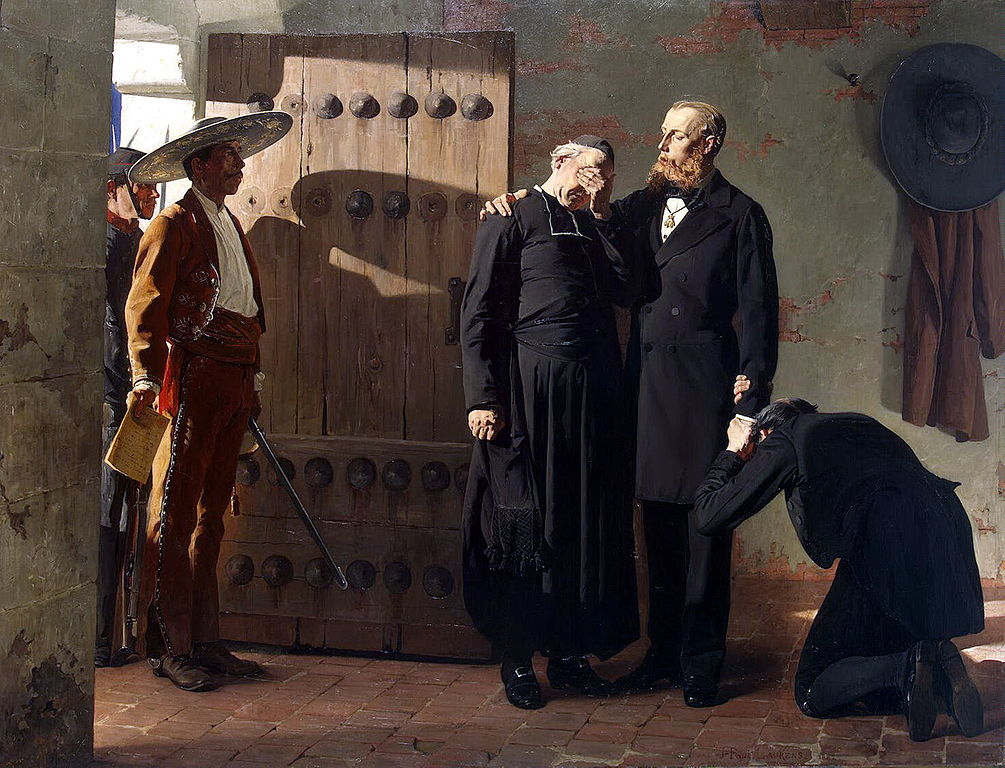
Die letzten Momente von Kaiser Maximilian von Mexico, in den Armen des Geistlichen August Fischer

### Erste Begegnung mit Kaiser Maximilian
Am 10. April 1864 wurde Ferdinand Maximilian von Habsburg zum Kaiser von Mexiko gewählt. Konservative Kräfte platzierten Pater Fischer in der Nähe des Kaisers, um auf diesen im Sinne ihrer politischen Interessen Einfluss zu nehmen. Am 18. April 1864 traf Fischer in Rom ein, um dem Kaiser vor dessen Abreise nach Mexiko ausführlich über die dortigen Gegebenheiten zu berichten. Bereits bei dieser ersten Begegnung gewann Fischer das Vertrauen des Kaisers.
Fischer blieb zunächst in Rom und reiste im September 1864 in seine Heimatstadt Ludwigsburg, besuchte dort das Grab seines 1851 verstorbenen Vaters und verzichtete auf sein Erbe zugunsten seiner Schwester Wilhemine.

### Interessenvertreter des Staates Coahuila
Im November 1864 kehrte er nach Mexiko in seine alte Pfarrei in Parras zurück. Als im März 1865 der Staat Mexiko bestehend aus autonom regierten Bundesstaaten nach dem Vorbild Frankreichs in zentralistisch geführte Departements aufgeteilt werden sollte, übernahm er erneut eine politische Mission. Eine Volksversammlung wählte ihn zum Interessenvertreter des Staates Coahuila gegen die Regierung in Mexiko-Stadt. Fischer reiste nach Mexiko-Stadt, wo er im August 1865 eintraf.

### Hofkaplan unter Kaiser Maximilian
Trotz langwieriger Verhandlungen war das Konkordat zwischen Mexiko und dem Vatikan ins Stocken geraten. Kaiser Maximilian brauchte das Konkordat jedoch dringend, um sich die Unterstützung des Klerus zu sichern und dem Druck von Benito Juaréz und seinen Anhängern standzuhalten. Am 21. September 1865 ernannte er Pater Fischer zum Hofkaplan und beauftragte ihn, einen neuen und für alle annehmbaren Konkordatsentwurf auszuarbeiten.

### Gesandter des Kaisers im Vatikan
Im Oktober 1865 reiste Fischer erneut nach Rom und verhandelte dort über das Konkordat. Er verkehrte in literarischen Kreisen und pflegte eine freundschaftliche Beziehung zum päpstlichen Hausprälaten Robert Graf von Lichnowsky.
Die Verhandlungen zum Konkordat scheiterten, denn durch die geopolitischen Veränderungen und den Abzug von Napoleons Truppen war Maximilian so geschwächt, dass der Vatikan nun kein Interesse mehr am Konkordat hatte.
Nach der Rückkehr Fischers im August 1866 ernannte ihn Maximilian trotz des Scheiterns der Verhandlungen am 16. September 1866 zum Wirklichen Hofkaplan und am 22. Dezember 1866 zum Kabinettssekretär. Er war damit offizieller Berater und Beichtvater des Kaisers und am Höhepunkt seiner Laufbahn angekommen. Die Zeitzeugen Felix zu Salm Salm und Samuel Basch erinnern sich, dass Fischer in den letzten Monaten der Regentschaft Maximilians, bei nahezu allen politischen Entscheidungen ein wichtiger Ratgeber war.

### August Fischers Rolle am Ende des Kaiserreichs in Mexiko
1867 gelang es Benito Juárez mit Unterstützung der USA und anderen amerikanischen Staaten, den Kaiser zurückzudrängen. Er wurde festgenommen, zum Tode verurteilt und am 19. Juni 1867 hingerichtet. Fischer wurde am 21. Juni 1867 verhaftet und am 6. September zu vier Jahren Haft verurteilt. Bereits am 6. August 1867 wurde er begnadigt, angeblich soll er zugesagt haben, die Geschichte des mexikanischen Kaiserreichs im Sinne von Benito Juárez auszuarbeiten.

## Lebensabend
Ende Dezember 1867 verließ Fischer Mexiko, reiste über New York und London und traf am 10. Februar 1868 in Stuttgart ein. Sein Ruf als bedeutender Akteur in der Regentschaft Kaiser Maximilians öffnete ihm Türen in adelige Kreise, und er nahm Kontakt zu Bischof Hefele in Rottenburg auf. Nach wenigen Wochen reiste Fischer nach Wien, um sich am Hof Kaiser Franz Josephs gegen Anschuldigungen zu wehren und sein politisches Engagement in Mexiko zu rechtfertigen. Gleichzeitig forderte er die Rückzahlung von Vorschüssen, die er Kaiser Maximilian aus eigener Tasche gewährt habe; jedoch ohne Erfolg.
Fischer kehrte nach Stuttgart zurück und erwarb für 13.737 Gulden Schloss Gießen bei Tettnang, welches er zwei Jahre später am 19. Juni 1870 wieder verkaufte.
Im Oktober 1870 erließ die mexikanische Regierung eine allgemeine Amnestie. Fischer kehrte im Frühjahr 1871 nach Mexiko zurück und nahm eine Stelle bei einer Familie als Erzieher von zwei Kindern an. Im Juli 1878 hielt er sich gemeinsam mit dieser Familie in Paris auf und versuchte von dort aus nochmals erfolglos eine Bezahlung seiner Rechnungen am österreichischen Hof zu erwirken.
In seinen letzten Lebensjahren wirkte Fischer ohne politischen Ehrgeiz als Priester in San Cosme. Er starb am 18. Dezember 1887 unerwartet an einem bösartigen Fieber.